# Malá Štáhle
Malá Štáhle là một làng thuộc huyện Bruntál, vùng Moravskoslezský, Cộng hòa Séc.